# Социологија права
Социологија права (или правна социологија) се често описује као поддисциплина социологије или међудисциплинарни приступ у оквиру изучавања права. Неки сматрају да социологија права "нужно" припада области социологије, док га други сматрају за поље истраживања између дисциплина права и социологије. Други је, ипак, не сматрају ни за поддисциплину социологије, ни за грану правних студија, већ за посебну област истраживања у оквиру шире традиције друштвених наука. Сходно томе, може се описати (без позивања на традиционално схватање социологије) као "систематско, теоретски основано, емпиријско истраживање права као скупа друштвених деловања или као аспекта или области друштвеног искуства". Социологија права се бави правом и правдом, као темељним институцијама основне грађе друштва које посредује "између политичких и економских интереса, између културе и нормативног поретка друштва, успостављања и одржавања међузависности, и улоге извора консензуса, принуде и друштвене контроле".
Без обзира на то да ли је социологија права дефинисана као поддисциплина социологије, приступ у оквиру правног изучавања, или независна област истраживања, она остаје интелектуално зависна пре свега од традиције, метода и теорија традиционалног схватања социологије и, у мањој мери, од других друштвених наука, као што су социјална антропологија, политичке науке, социјална политика, криминологија и психологија; као таква, она одражава друштвене теорије и упошљава друштвене научне методе права, правне институције и правно понашање.
Уже говорећи, социологија права се састоји од различитих приступа изучавања права у друштву. Ти приступи емпиријски испитују и теоретишу о међуделању закона, правних, не-правних институција и друштвених фактора. Области социо-правне истраге укључују: социјални развој правних институција, облике друштвене контроле, законске регулативе, међуделање правних култура, друштвене конструкције правних питања, правну струку и однос између права и друштвених промена.
Социологија права такође користи и повремено се ослања на истраживања спроведена у оквиру других области, као што су упоредно право, критична студија права, филозофија права, правна теорија, права и економија и права и књижевност. Њен циљ обухвата историјски покрет права и правде и њихово немилосрдну савремену конструкцију (нпр. у области филозофије права која се бави институционалним питањима условљеним друштвеним и политичким ситуацијама, у интердисциплинарним наукама, као што је криминологија, и кроз анализу економске ефикасности и друштвени утицај правних норми).

### Порекло мисли
Корени социологије права могу се пратити уназад до дела социолога и правника на прелазу из 20. века. Однос између закона и друштва је социолошки истражен у утицајним делима Макса Вебера и Емила Дуркхајма. Радови о закону ових класичних социолога су темељ целој социологији права данас. Известан број других научника, углавном правника, су такође користили друштвене научне теорије и методе у покушају да развију социолошке теорије права. Најзначајнији међу њима су били Леон Петразицки, Еуген Ерлих и Жорж Гурвич.
За Макса Вебера, такозвани "рационални правни облик" као врста доминације у друштву, се не може приписати људима већ апстрактним нормама. Он је схватао тело кохерентног и поузданог закона у смислу рационалног-правног ауторитета. Такав кохерентан закон на који се може рачунати чини предуслов за модерна политичка дешавања и модерну бирократску државу и развија се паралелно са растом капитализма. Кључно за развој модерног закона је формална рационализација закона на основу општих процедура које се једнако и праведно примењују на све. Модеран рационализован закон је такође кодификован и безличан у својој примени на конкретне случајеве. У принципу, Веберово становиште може се описати као спољашњи приступ закону који проучава емпиријске карактеристике закона, за разлику од унутрашњег угла правних наука и моралног приступа филозофије права.
Емил Дуркхајм је написао у "Подели рада у друштву" да како друштво постаје сложеније, тело грађанског права, које се пре свега бави реституцијом и компензацијом, расте на рачун кривичних закона и казнене санкције. Временом, закон је прошао кроз трансформацију од репресивног до рестуитивног закона. Рестуитивни закон делује у друштвима у којима постоји висок степен индивидуалне варијације и нагласак на лична права и одговорности. За Дуркхајма, закон је показатељ начина интеграције друштва, која може бити механичка - међу истоветним чиниоцима, или органска - међу различитим чиниоцима, као што је у индустријским друштвима. Дуркхајм је такође тврдио да се социологија права треба развијати заједно, и у блиској вези са, социологијом морала - проучавањем развоја система вредности који се огледа у праву.
У "Основним принципима социологије права", Еуген Ерлих развио социолошки приступ проучавању закона фокусирајући се на то како друштвене мреже и групе организују друштвени живот. Он је истраживао однос између закона и општих друштвених норми и разликовао је "позитивни закон", који се састоји од компулсивних норми државе које захтевају званичну примену, и "живи закон", који се састоји од правила понашања која људи поштују и која доминирају друштвеним животом."Живи закон" се појавио спонтано, како су људи у интераговали једни са другима при формирању друштвених удружења.
Центар гравитације правног развоја, дакле, од памтивека није лежао у активности државе, већ у самом друштву, и мора се тражити тамо у овом тренутку.— Еуген Ерлих, Основни принципи социологије права
Ово је било подвргнуто критици од стране заговорника правног позитивизма, као што је правник Ханс Келсен, због разлике између "закона створеног од стране државе и права створеног због организационих императива од стране недржавних друштвених удружења". Према Келзену, Ерлих је помешао "sein"("бити") и "sollen" ("требати"). Међутим, неки тврде да је Ерлих увидео разлику између позитивног (или државног) закона, који адвокати уче и примењују, и других облика "права", што Ерлих називао "живи закон", који регулише свакодневни живот, обично спречавајући сукобе од доспевања до адвоката и судова.
Леон Петразицки је разликовао облике "званичног закона", подржаног од стране државе, и "интуитивног закона", који се састоји од правних искустава која се састоје од комплексних психичких процеса у уму појединца без осврта на спољне ауторитете. Петразицкијев рад обраћа се социолошким проблемима и његов метод је емпиријски, јер је тврдио да се знање о предметима или односима не може стећи само пуким посматрањем. Међутим, он је формулисао своју теорију на језику когнитивне психологије и моралне филозофије, а не социологије. Сходно томе, његов допринос развоју социологије права остаје у великој мери непризнат. На пример, Петразицкијево "интуитивно право" утицало је, не само на развој концепта "социјалног права" Жоржа Гурвича (види доле), што је за узврат оставило свог утицаја на друштвено-правно теоретисање, већ и на рад каснијих друштвено-правних стручњака. Међу онима који су били директно инспирисани радом Петразицкија је и пољски правни социолог Адам Подгорецки.
Теодор Геигер је развио блиско повезану анализу марксистичке теорије права. Он је истакао како закон постаје "фактор у друштвеној трансформацији демократских друштава те врсте која су вођена сагласношћу исказаном општим правом гласа становништва које се практикује у редовним интервалима". Геигер наставља са развијањем истакнутих карактеристика његовог антиметафизичког размишљања, док га није премашио са практичним нихилизмом. Геигеров нихилизам вредности поплочао је пут за облик правног нихилизма, који подстиче изградњу трезвене демократије "која је способна да подигне сукоб до интелектуалног нивоа и анестезије осећања, јер је свесна властите неспособности да прогласи вредности, етику или политику о природи истине".
Жорж Гурвич је био заинтересован за фузију истовремене манифестације закона у различитим облицима и на различитим нивоима друштвене интеракције. Његов циљ је био да осмисли концепт "социјалног права" као закона интеграције и сарадње. Гурвичев друштвени закон био је саставни део његове опште социологије. "То је такође један од раних социолошких доприноса теорији правног плурализма, будући да оспорава све концепције закона на основу само једног извора правног, политичког или моралног ауторитета".

## Социолошки приступи проучавању закона

### Модерна социологија права
Социологија права постала је јасно успостављена као академска област учења и емпиријских истраживања после Другог светског рата. Након Другог светског рата, студија права није централна у социологији, мада су неки познати социолози писали о улози закона у друштву. У раду Талкота Парсонса, на пример, закон је виђен као неопходан механизам социјалне контроле. Као одговор на критике које су развиле против функционализма, појављују се остале социолошке перспективе закона. Социолози критичари, развили су перспективу права као инструмента моћи. Међутим, други теоретичари у социологији права, као што је Филип Селзник, тврде да се модерни закон све више мења у односу на потребе једног друштва и да се мора сагледати и из моралне перспективе. Упркос томе, други научници, пре свега амерички социолог Доналд Блек, развили су одлучно научну теорију закона на основу парадигме чисте социологије. Исто тако широка у оријентацији, али опет другачија, је теорија аутопоезије (самостварања) система немачког социолога, Никласа Лумана, који види право као нормативно затворено, али когнитивно отворен систем (у даљем тексту, под савременим перспективама, се расправља о аутопоезису).
Сав колективни људски живот директно или индиректно обликује закон. Закон је као знање, кључна и свеприсутна чињеница друштвеног стања.— Никлас Луман, "Социолошке теорије закона"
Социјални филозоф Јирген Хабермас не слаже се са Луманом и тврди да закон може да уради бољи посао као институција, верније заступајући интересе обичних људи. Теорија адвоката Пјера Бордјуа и његових следбеника је још једна од социолошких теорија права, која види закон као друштвену област у којој се актери боре за културни, симболички и економски капитал и на тај начин развијају репродуктивни професионални хабитус адвоката У неколико континенталних европских земаља, емпиријско истраживање у социологији права развијало се снажно од 1960-их и 1970-их. У Пољској рад Адама Подгорецког и његових сарадника (који су често били под утицајем Петразицкијевих идеја) је нарочито приметно; у Шведској у емпиријском истраживању у социологији права у овом периоду пионир је био Пер Стјернквист, а у Норвешкој Вилхелм Ауберт.
У скорије време, веома широк спектар теорија се појављује у социологији права као резултат ширења теорија у социологији као целини. Међу последњим утицајима може се поменути рад француског филозофа Мишела Фукоа, немачког социјалног теоретичара Јиргена Хабермаса, феминизма, постмодернизма и деконструкције, нео-марксизма, и бихевиоризма. Разноликост теоријских утицаја у социологији права је такође обележила шире поље закона и друштва. Вишедисциплинарно поље права и друштва је идаље веома популарано, док је дисциплински посебна област социологије права такође "боље организована него икада у институционалном и професионалном смислу."

### Закон и Друштво
Закон и Друштво је амерички покрет, који је основан после Другог светског рата кроз иницијативу углавном социолога који су се интересовали за проучавање закона. Основа покрета Закона и Друштва се може сумирати у две кратке реченице Лоренса Фриедмана:"Закон је свеприсутан у Сједињеним Америчким Државама. Превише је важан да би се препустио адвокатима." Његови оснивачи су веровали да би "студија права и правних институција у њиховом друштвеном контексту треба да буде дефинисана као научна област која се одликује посвећеношћу интердисциплинарном дијалогу и мултидисциплинарним истраживачким методама". Оснивање Удружења Право и друштво 1964. године и научног часописа "Законски и друштвени преглед" 1966. године је гарантовао континуитет научних активности покрета Закон и Друштво и дозвољавао својим члановима да утичу на правно образовање и политику у САД.
По једном мишљењу, главна разлика између социологије права и покрета Закона и Друштво је да се покрет не ограничава теоретски или методолошки на социологији, већ покушава да прими увиде из свих друштвених научних дисциплина."Не само да пружа дом за социологе и социјалне антропологе и политичке научнике са интересовањем за право, већ такође покушава да укључи психологе и економисте који проучавају право." С друге тачке гледишта, социологија права и покрет Закон и Друштво треба посматрати као мултидисциплинарне или трансдисциплинапне подухвате, иако социологија права има посебне везе са методама, теоријама и традицијама социологије. 
Током 1970-их и 1980-их велики број оригиналних емпиријских студија су водили научници покрета Закон и Друштво о сукобу и решавању спорова. У својим раним радовима, Вилијам Фелстинер се, на пример, фокусирао на алтернативне начинине решавања сукоба (избегавање, посредовање, парница и сл). Заједно са Рихардом Абелом и Остином Сараом, Фелстинер је развио идеју о пирамиди спорова и формули "именовање, окривљавање, добијање (одштете)", који се односи на различите фазе решавања сукоба и нивое пирамиде.

### Социолошка филозофија права
Социологија права се често разликује од социологије правне филозофије. Социологија правне филозофије се примарно не бави дебатама у оквиру традиционалне социологије, већ се ангажује у неким дебатама у филозофији права и у правној теорији. Социолошка правна филозофија настоји да заснује правне аргументе о социолошким увидима и, за разлику од правне теорије, бави се свакодневним праксама које стварају правне институције и друштвена делања која временом стварају правне системе. Развили су је Луи Брандеи и Роскоу Паунд у Сједињеним Америчким Државама.  Били су под утицајем рада пионира правне социологије, као што су аустријски правник Еуген Ерлих и руско-француског социолога Жоржа Гурвича.
Иако нам разликовање између различитих грана друштвених научних студија права омогућава да објаснимо и анализирамо развој социологије права у односу на традиционалну социологију и правне студије, такве, потенцијално вештачке, разлике нису нужно плодоносне за развој области као целине. Да би друштвено научне студије права превазишле теоријске и емпиријске границе, који тренутно дефинишу њихов обим, морају да избегавају такве вештачке разлике.

## Социо-правне студије
"Социо-правне студије" у Великој Британији су углавном израсле из интересовања правних факултета за промоцији интердисциплинарних студија права.  Да ли се може посматрати као нова дисциплина, поддисциплина или методолошки приступ? Често се посматра у светлу њиховог односа према, и супротне улоге у оквиру, закона. То не би, дакле, требало мешати са правном социологијом многих западноевропских земаља или са покретом Право и Друштво у САД, што чини много јаче дисциплинарне везе са друштвеним наукама. У прошлости, биле су представљане као примењена грана социологије права и било им је замерано што су емпиријске и атеоријске. Макс Траверс, на пример, види социо-правне студије као потпоља социјалне политике, које се "углавном баве утицањем или служењем политике владе у пружању правних услуга " и додаје да се "одустало од свих тежњи које су некада имале да развију опште теорије о процесу доношења закона".
Познати поборници друштвено-правних студија укључују професора Керола Смарта, ко-директора Морган центра за проучавање односа и личног живота, (назван по социологу, Дејвиду Моргану), као и професора Мејвиса Маклина и Џон Екелара који су заједнички директори Оксфордског центра за породични закони политику (ОКСФЛАП).

### Друштвено-правне методе истраживања
Социологија права нема методе истраживања који су специјално развијани за обављање друштвено-правних истраживања. Уместо тога, користи се широк спектар друштвено-научних метода, укључујући и квалитативне и квантитативне истраживачке технике, како би се истражило право и правни феномени. Позитивистичкi, као и приступи тумачења (као што су анализе дискурса) и етнографски приступи прикупљањима података и анализе се користи у оквиру социо-правне области.

## Социологија права у Британији
Социологија права је било мало подпоље у развоју британске социологије и правне елите у време када су Кембел и Вилс написали своје истраживање права и друштва у 1976. Нажалост, упркос томе што је била окаракертисана као обећавајућа, она је остала мало поље. Врло мало емпиријских социолошки студија се објављују сваке године. Ипак, било је неколико одличних студија, које су представљале низ социолошких традиција, као и неких већих теоријских доприноса. Два најпопуларнија приступа током 1960-их и 1970-их били интеракционизам и марксизам.

### Симболичнан интеракционизам и марксизам
Интеракционизам је постао популаран у Америци 1950-их и 1960—их година као политички радикална алтернатива структуралног функционализма. Уместо гледања на друштво као систем регулисања и контроле активности појединаца, интерацтионисти тврде да социологија треба да се бави ониме што су људи радили у одређеним ситуацијама, и како су они схватили сопствене поступке. Социологија девијације (одступања), која је обухватала теме као што су криминал, хомосексуалност, и менталне болести, постала је фокус за ове теоријске дебате. Функционалисти су представили криминал као проблем којим треба управљати у оквиру правног система. Други теоретичари, с друге стране, су усмерени на процес доношења и спровођења закона: како је злочин изграђен као проблем. Велики број британских социолога, а неки истраживачи на правним факултетима, скренули су пажњу на на ове идеје у писаној форми о закону и криминалу.
Најутицајнији социолошки приступ током овог периода био је, међутим, марксизам који тврди да може да понуди научно и свеобухватно разумевање друштва у целини на исти начин као и структурални функционализам, мада са нагласком на борбу између различитих група за материјалну предност, уместо консензус вредности. Овај приступ је заокупио пажњу многих људи са левице спектра политичких ставова на правним факултетима, али је такође генерисано неке занимљиве емпиријске студије. Међу њима су историјска истраживања о томе како су поједини закони били коришћени за унапређивање интереса доминантних економских група, као и Пат Карленина незаборавна етнографија, која комбинује аналитичке изворе из марксизма и интеракционизма, посебно социологије Ервинга Гофмана, у писању о судовима (Magistrates' courts).

### Оксфордски центар за социо-правне студије
Плодно време за емпиријске социологије права у Великој Британији биле су и 1980-е, углавном због Доналда Хариса, који је намерно кренуо са стварањем услова за плодну размену између адвоката и социолога у Центру за социо-правне студије при Оксфордском универзитету. Имао је довољно среће да регрутује велики број младих и талентованих научника, укључујући и Ј. Маквела Аткинсона и Роберта Дингвала који су били заинтересовани за етнометодологију, анализу разговора и социологију професија, и Дорена МакБарнета који је постао култна фигура након објављивања своје докторске тезе, која је садржала посебно јасану и снажану марксистичку анализу система кривичног правосуђа. Етнометодологија није претходно била поменута у овом прегледу, и често се превиди од стране многих критичара у овој области, јер се не може лако асимиловати са њиховим теоријским интересима. Може се приметити, међутим, да је увек нудила радикалнији и темељнији начин теоретисања акције од интеракционизма (иако ова два приступа имају много тога заједничког када се пореде у односу на традицију гледања друштва као структурне целине, као што су марксизам или структурални функционализам). Током боравка у центру, Ј. Максвел Аткинсон је сарађивао са Полом Друом, социологом на Универзитету у Њујорку, у ономе што је постао први разговор аналитичког истраживања интеракције у судници, користећи транскрипте саслушања у Северној Ирској.
Још једна област интересовања развијена у Оксфорду током овог периода је социологија професија. Роберта Дингвал и Филип Луисизменили су оно што остаје занимљива и теоретски развијена колекција, окупљајући стручњаке из социологије права и медицине. Најпознатији студија до сада је, међутим, објављена од стране америчког научника Рихарда Абела  који је користио идеје и концепте из функционалистичких, марксистичких и веберовских социологија како би објаснио високе приходе и статус који су британски адвокати уживали током већег дела двадесетог века.

### Недавни догађаји
Од 1980-их, релативно мали број емпиријских студија права и правних институција су спровели британски социолози, односно студија које су емпиријске и које се истовремено баве и теоријским проблемима социологије. Постоје, међутим, неки изузеци. За почетак, социологије права, заједно са многим подручјима академског рада, је оживљена и обновљена кроз сарадњу са феминизмом. Било је великог интересовања за импликације Фукоове идеје о говернментализму и разумевању закона, као и за континенталне мислиоце као што су Никлас Луман и Пјер Бурдије. Опет, може се тврдити да је доста мање емпиријских студија било изведено, али велики број интересантних радова је објављено.
Други изузетак може се наћи у радовима истраживача који су користили изворе из етнометодологија и симболичког интеракционизма за проучавање законских поставки.  Овај тип истраживања је јасно социолошки, пре него друштвено-правни јер се стално укључује у расправе са другим теоријским традицијама у социологији. Макс Траверсова докторска теза о раду канцеларије кривичних адвоката критиковала је друге социологе, а посебно марксисте, како се не баве или не поштују како адвокати и клијенти схватају своје поступке (стандардни аргумент који користе етнометодоллози у расправама са структурним традицијама у дисциплини). Такође су се истраживала питања правних мислилаца из њихових критика структуралних традиција социологије права: до које мере друштвене науке могу да се баве садржајем правне праксе.
Упркос релативно ограниченим збивањима у недавним емпиријским истраживањима, теоријске расправе у социологији права су важне у британској књижевности током последњих деценија, уз допринос Дејвида Нелкена који истражује проблеме компаративне социологије права и потенцијала идеје правних култура. Роџер Котерел покушава да развије нови поглед на односа права и заједнице како би заменио оно што он види као застарелу парадигму закона и друштва. И други научни радници, као што су Дејвид Шиф и Ричард Ноблес, испитују потенцијал од Луманових теорија система и у којој се мери закон може видети као самостална друштвена област, уместо као интимно повезана са другим аспектима друштвеног. Такође, значајна је била брзонапредујућа област друштвено-правног истраживања о регулисању и влади, у којој су британски научници истакнути сарадници.

## Израда социолошког појма права
За разлику од традиционалног схватања права, социологија права обично не види нити дефинише закон само као систем правила, доктрине и одлука, које постоје независно од друштва из којег су се развили. Аспект закона заснован на правилима је, иако важан, даје неадекватну основу за описивање, анализирање и разумевање закона у свом друштвеном контексту. Према томе, правна социологија посматра закон као скуп институционалних пракси које су еволуирале током времена и развиле се у односу на, и кроз интеракцију са, културним, економским и друштвено-политичким структурама и институцијама.
Као модерни друштвени систем, закон се труди да стекне и задржи своју аутономију како би функционисао независно од других друштвених институција и система као што су религија, политика и економија. Ипак, остаје историјски и функционално повезан са овим другим институцијама. Тако, један од циљева социологије права остаје да осмисли емпиријске методе које су способне да описишу и објасне међузависност савременог закона са другим друштвеним институцијама.
Неки утицајни приступи у оквиру социологије права су оспорили дефиниције права у смислу званичног (државног) права. Са овог становишта, сматра се да право подразумева не само правни систем и формалне правне институције и процесе, али и разне неформалне облике норми и прописа који настају у оквиру групе, удружења и заједнице.
Социолошке студије права, дакле, нису ограничене на анализирање како су правила или институције правног система у интеракцији са друштвеним класама, полом, расом, религијом, сексуалности и другим социјалним категоријама. Они се такође фокусирају на то како интерне нормативне потражње различитих група и "заједница", као што су заједнице адвоката, привредника, научника, чланова политичких странака, односно чланова мафије, комуницирају једне са другима. Укратко, право се изучава као саставни и конститутивни део друштвених институција, група и заједница. Овај приступ се развија даље у делу о правном плурализму.

## Незападна социологија права
Интересовање за социологију права наставља да буде широко распрострањено у западним земљама. Нека важна истраживања су спровели јужноамерички истраживачи, као и индијски научници, али налазимо само ограничену количину друштвено-правних радова истраживача, на пример, са Блиског истока или централних и северних делова Африке. Тако се глобално ширење социолошких студија права појављује неравно и концентрисано, пре свега, у индустријализованим земљама са демократским политичким системима. У том смислу, глобална експанзија правне социологије "се не дешава равномерно преко националних граница и чини се да у корелацији са комбинацијом фактора као што су национално богатство/сиромаштво и облик политичке организације, као и историјских фактора као што су раст благостања држава... Међутим, ниједан од ових фактора сам не може да објасни овај диспаритет ".

## Савремене перспективе

### Правни плурализам
Правни плурализам је концепт развијен од стране правних социолога и социјалних антрополога како би "описао више слојева права, обично са различитим изворима легитимитета, које постоје унутар једне државе или друштва".Такође је дефинисан "као ситуација у којој два или више правних система обитавају у истој социјалној области". Правни плуралисти дефинишу право широко како би тај појам обухватио, не само систем судова и судија иза којих стоји принудна моћ државе, већ и "не-правне облике нормативног уређења". Правни плурализам се састоји од много различитих методолошких приступа и као концепата, он обухватац"различите и често спорне перспективе закона, почев од признавања различитих правних поредака у оквиру националне државе, до више далекосежних и отворених концепата закона који не морају зависити од државног признања ваљаности. Овај други концепт права може настати кад год два или више правних система постоје у истој социјалној области".
Идеологија правног позитивизма је имала тако снажно место у машти адвоката и друштвених научника да је њена слика у правном свету била у стању да се успешно маскира у чињеницу и формира камен темељац социјалне и правне теорије.— Џон Грифитс, "Шта је Правни плурализам"
Правни плурализам је заузео централну позицију у социо-правном теоретисању од самог почетка социологије права. Социолошке теорије Еугена Ерлиха и Жоржа Гурвича су били рани социолошки доприноси правном плурализму. То је, штавише, обезбедило најтрајнију тему социо-правне расправе преко више деценија у оквиру социологије права и правне антропологије и примило доста критика од заговорника различитих школа правног позитивизма. Критичари често питају: "Како се право разликује у плуралистичком погледу од других нормативних система? Шта чини систем социјалних правила правним?"
Спор проистиче углавном "од тврдње да је једини прави закон, закон направљен и спровођен од стране модерне државе". Ово становиште је такође познато као "правни централизам". Са правно-централистицког становишта, Џон Грифитс пише: "закон је и треба да буде закон државе, јединствен за све особе, без обзира на остале законе, и донесен од стране једне групе државних институција. Тако, према правном централизму, "обичајни и верски закони нису правилно названи 'закони', осим у оној мери у којој је држава одлучила да усвоји и третира такав нормативни поредак као део сопственог закона". Разлика се често прави између "слабих" и "јаких" верзија правног плурализма. "Слаба" верзија нужно не доводи у питање основне претпоставке "правног централизма", већ само признаје да у домену закона западних држава, други правни системи, као што су обичајни или исламски закони, могу имати аутономни суживот.
Тако "слаба" верзија не узима у обзир и друге облике нормативног уређивања као право. Како Таманаха, један од критичара правног плурализма, каже: "Нормативно уређивање је нормативно уређивање. Право је нешто друго, нешто што изолујемо и називамо правом ..." "Снажна" верзија, са друге стране, одбацује сва законски централистичке и формалистичке моделе права, као "мит, идеал, илузију" у вези са државним законом као једним од многих облика права или облика друштвеног уређивања. Инсистира на томе да је модеран закон мноштво, да је приватан, као и јаван, али што је најважније "национални правни систем је често секундарни, а не примарни локус регулације".
Критика усмерена на правни плурализам често користи основне претпоставке правног позитивизма како би довела у питање валидност теорије правног плурализма која се своди на критиковање оних веома позитивистичких претпоставки. Као што објашњава Роџер Котерел, плуралистичку концепцију треба схватити као део "напора правног социолога да прошири перспективе о праву. Спецификација права правног социолога може бити другачија од претпостављене од адвоката у пракси, али ће се односити на ово друго јер мора узети у обзир адвокатове перспективе о праву. Такав плуралистички приступ у правној теорији ће вероватно препознати шта адвокати обично признају као право, али може сагледати закон као једну врсту већег рода, или третирати адвокатову концепцију закона као одраз одређене перспективе утврђене посебним циљевима ".

### Аутопоиезис
Умберто Матурана и Франциско Варела, првобитно су сковали појам аутопоезиса у теоријској биологији да би описали само-репродукцију живе ћелије.Овај концепт је касније позајмљен, обновљен у социолошком смислу, и уведен у социологију закона од стране Никласа Лумана. Луманова теорија система превазилази класично разумевање објекта / предмета гледајући на комуникацију (а не 'акцију') као основни елемент сваког друштвеног система. Он раскида са традиционалном теоријом система Талкота Парсонса и описима заснованим на кибернетским повратним информацијама петље и структурних схватања самоорганизовања 1960-их. То му омогућава да ради на осмишљавању решења за проблем хуманизованог "субјекта".
"Можда је најизазовнија идеја уграђена у теорији аутопоезиса да друштвени системи не би требало да буду дефинисани у смислу људске радње или норми, већ у смислу комуникација. Комуникација је заузврат јединство исказа, информација и разумевања и представља социјалне системе сталном репродукцијом комуникације. Ова социолошки радикална теза, која повећава страх од дехуманизоване теорије права и друштва, настоји да нагласи чињеницу да су друштвени системи створени од комуникативног."
Према Роџеру Котерелу, "Луман ... третира теорију као основу за све опште социолошке анализе друштвених система и њихових међусобних односа. Међутим, његове теоријске тврдње о аутономији закона су веома снажни постулати, представљени пре (и чак, можда, уместо)детаљног емпиријског истраживања друштвених и законских промена које компаратисти и већина правних социолога вероватно више поштују. Постулати теорије аутопоиезис не воде емпиријско истраживање, толико колико га коначно објашњавају како да се тумачи шта год то истраживање може открити."

### Правне културе
Правна култура је једна од централних појмова социологије права. Студија правних култура може се, у исто време, сматрати као један од општих приступа у оквиру социологије права.
Као концепт, она се односи на "релативно стабилне обрасце правно-оријентисаног друштвеног понашања и ставова", и као такав се сматра поткатегоријом концепта културе. То је релативно нов концепт који се, према Давиду Нелкену, може пратити до "термина као што су правне традиције или правни стил, који имају много дужу историју у упоредном праву или у почецима политичких наука. Он претпоставља и позива нас да истражујемо постојање систематских варијација у обрасцима 'закона у књигама' и 'права у пракси', и, изнад свега, у односу између њих".
Као приступ, фокусира се на културне аспекте права, правног понашања и правних институција и, самим тим, блиска је културној антропологији, правном плурализму и упоредном праву.
Лоренс М. Фридман је један од друштвено-правних стручњака који су увели идеју правне културе у социологији права. За Фридмана, правна култура "се односи на јавно знање о ставовима и обрасцима понашања према правном систему". Такође се може састојати од "обичајних органа органски везаних за културу у целини.  Фридман истиче плурализам правних култура и истиче да се правна култура може истраживати на различитим нивоима апстракције, нпр. на нивоу правног система, државе, земље или заједнице. Фридман је такође познат по увођењу разлике између "унутрашње" и "спољне" правне културе. Помало препоједностављено, унутрашња правна култура се односи на опште ставове и схватања закона међу функционерима правног система, као што је правосуђе, док се спољна правна култура односи на став грађана о правном систему или закону и реду уопште.

### Феминизам
Закон је одувек сматран за један од важних места ангажовања феминизма. Како истиче Рут Флечер, феминистички ангажман је са законом преузео многе облике током година, што такође указује на успешно спајање теорије и праксе: "Кроз парнице, кампање за реформу и правно образовање, феминисткиње су се експлицитно бавиле законом и правном професијом. Узимајући основу одредаба специјалистичких саветодавних услуга, женске групе су одиграле улогу у доношењу закона доступних онима којима су потребни. По излагању правних концепата и метода критичке анализе, феминисткиње су довеле у питање услове правне расправе."

### Глобализација
Глобализација се често дефинише у смислу економских процеса који доносе радикалне културне промене на нивоу светског друштва. Иако је закон битан састојак у процесу глобализације, значај закона се огледа у креирању и одржавању процеса глобализације, а ова функција се често занемарује у оквиру социологије глобализације и остаје, вероватно, нешто неразвијенија у оквиру социологије закона.
Како су истакли Халидај и Осински, "Економска глобализација не може се разумети независно од глобалне пословне регулативе и правне конструкције тржишта о којима све више зависи. Културна глобализација се не може објаснити без осврта на права интелектуалне својине која су институционализована у праву и режимима глобалног управљања. Глобализација заштите за угрожене популације не може схватити без трагања за утицајем међународног кривичног и хуманитарног права или међународних судова. Светска оспоравања институција демократије и изградње држава не може бити смислена, осим ако се не размотрити у односу на конституционализам." Социо-правни приступи у проучавању глобализације и глобалног друштва често се преклапају са, или искоришћавају, студије правних култура и правног плурализма.

## Истраживачки центри
- American Bar Foundation
- Baldy Center for Law and Social Policy
- „Brazilian Sociology of Law Association (ABraSD), Brazil”. Архивирано из оригинала 15. 1. 2019. г.
- „Sociology of Law Institute, Lund University, Sweden”. Архивирано из оригинала 4. 11. 2013. г.
- Centre d'étude, de technique et d'évaluation législatives Université de Genève
- „Centre for Law and Society, School of Law, University of Edinburgh”. Архивирано из оригинала 16. 2. 2013. г.
- „Centre for Socio-Legal Research - University of Cape Town, South Africa”. Архивирано из оригинала 14. 12. 2002. г.
- „Centre for Socio-Legal Studies - University of Natal, South Africa”. Архивирано из оригинала 11. 2. 2005. г.
- „Center for Socio-Legal Studies - University of Oxford”. Архивирано из оригинала 14. 09. 2015. г. Приступљено 27. 12. 2015.
- „Center for the Study of Law and Society, California, Berkeley, USA”. Архивирано из оригинала 5. 9. 2008. г.
- „European Academy for Law and Legislation”. Архивирано из оригинала 22. 12. 2015. г.
- „Foundation for Law, Justice and Society, Wolfson College, Oxford”. Архивирано из оригинала 05. 01. 2016. г. Приступљено 27. 12. 2015.
- „Institute of Global Law”. Архивирано из оригинала 23. 12. 2012. г. Приступљено 17. 09. 2023.
- Institute of Law and Social Sciences, Meiji University, Tokyo, Japan
- „Institute for Legal Studies, University of Wisconsin, USA”. Архивирано из оригинала 5. 1. 2016. г.
- International Institute for the Sociology of Law, Oñati
- „Justice Policy Research Centre”. Архивирано из оригинала 06. 09. 2006. г. Приступљено 27. 12. 2015. - University of Newcastle, Australia
- „Laboratoire de sociologie juridique”. Архивирано из оригинала 23. 9. 2009. г. (Panthéon-Assas University)
- „Legal Intersections Research Centre”. Архивирано из оригинала 1. 2. 2009. г. - University of Wollongong, Australia
- „Observatório Permanente da Justiça Portuguesa”. Архивирано из оригинала 04. 03. 2016. г. Приступљено 27. 12. 2015. (Coimbra)
- „Oxford Centre for Family Law and Policy, UK”. Архивирано из оригинала 5. 3. 2012. г.
- „Research Institute for Law, Politics & Justice Keele University”. Архивирано из оригинала 2. 9. 2009. г.